# Anna-Siemsen-Schule (Hannover)
Die Anna-Siemsen-Schule, Berufsbildende Schule 7 der Region Hannover ist eine Anfang der 1930er Jahre errichtete, heute denkmalgeschützte Berufsbildende Schule der Region Hannover. Standort der in der niedersächsischen Landeshauptstadt Hannover betriebenen Bildungseinrichtung ist die Straße Im Moore 38 im Stadtteil Nordstadt.

## Geschichte und Baubeschreibung
Bereits in der Gründerzeit des Deutschen Kaiserreichs waren in den Jahren zwischen 1890 und 1903 sechs Schulen in der Nordstadt Hannovers errichtet worden, darunter die ebenfalls der Lutherkirche gegenüberliegende Lutherschule sowie die ehemalige Bürgerschule 9/12, die beide entlang einer Straßenzeile errichtet wurden. Doch erst gegen Ende der Weimarer Republik entstand bis um 1930 nach Entwürfen des Stadtbauamtes unter der Leitung des Baurates Karl Elkart die damalige „Städtische Mädchenberufsschule“, die einen Innenhof mit drei Trakten entlang der Straßen Im Moore, An der Lutherkirche und – mit der Turnhalle – Am Kleinen Felde umschließt.
In einem deutlichen Kontrast zu der die Schule umgebenden Architektur der Gründerzeit entstand auf einem Sockel aus Naturstein ein viergeschossiger, verputzter Baukörper mit einem überhöhten Dachgeschoss. Der Eingang zur Schule wurde aus der Mittelachse herausgenommen, wird jedoch betont durch die waagerecht und über Eck geführte Bänderung aus Travertin. Die starke horizontale Streckung der Fassade des ansonsten nahezu schmucklosen Baus wird mit ihren Fensterbändern und umlaufenden Gesimsen unter dem flach geneigten Walmdach noch besonders betont.
Da zur Bauzeit der damaligen Städtischen Mädchenberufsschule in den umliegenden Wohnhäusern mit ihren oftmals noch engen Mietwohnungen meist noch nicht einmal richtige Waschräume geschweige denn Badezimmer vorhanden waren, war im Gebäude der späteren Anna-Siemsen-Schule auch eine Badeanstalt für die Bewohner der Nordstadt eingerichtet worden. Dieses „nordstädter Badehaus“ hatte Wannen- und Duschbäder; für die Frauen im Erdgeschoss, für die Männer im ersten Stock. Erst in den 1960er Jahren wurde der Betrieb dieser städtischen Sanitäreinrichtung eingestellt.